# Іто Со
Іто Со (яп. 伊藤翔; нар. 24 липня 1988, Касуґай, Айті, Японія) — японський футболіст, нападник клубу «Йокогама». Виступав за молодіжну збірну Японії (U-20) на юнацькому чемпіонаті Азії 2006.

## Життєпис

### Ранні роки та вояж до Франції
Народився в місті Касуґай, префектура Айті. Має молодшого брата. Під час навчання в школі займався плаванням, має досвід зайняття призових місць. З 15-річного віку займається футболом, виступав за футбольні команди Університету Чюкйо / Вищої школи Чюкйо. Починаючи з третього курсу був капітаном команди.
У серпні 2006 року Іто відправився на перегляд до англійського клубу «Арсенал», де справив хороше враження на Арсена Венгера. Француз порівняв Іто з Тьєрі Анрі, тому на батьківщині в пресі він отримав прізвисько «японський Анрі» Однак японцеві не вдалося отримати дозвіл на роботу, а в січні 2007 року підписав 3,5-річний контракт з французьким клубом «Гренобль».
11 січня 2007 року на прес-конференції клубу Другого дивізіону французького чемпіонату «Гренобль» представлений як новачок команди. Став першим японським футболістом, який ще під час навчання в Середній школі уклав професіональний контракт, не маючи досвіду виступів у жодному японському клубі. Однак у «Греноблі» шансів проявити себе майже не отримував: у сезоні 2006/07 років зіграв 1 матч, а в сезоні 2007/08 — 3. Починаючи з сезону 2008/09 років команда виступала у Лізі 1, але для японця ситуація погіршилася: протягом сезону не зіграв жодного матчу як у чемпіонаті, так і в національному кубку. 5 травня 2010 року деьбиував у Лізі 1, але в підсумку цей матч у сезоні 2009/10 років став для Іто єдиним, а по завершенні вище вказаного сезону він залишив «Гренобль».

### «Сімідзу С-Палс»
У червні 2010 року підписав дворічний контракт із «Сімідзу С-Палс». У новій команді дебютував 13 листопада того ж року в поєдинку третього раунду кубку Імператора Японії проти «Міто Холліхок». У сезоні 2010 року зіграв по два матчі в кубку Імпертаора Японії та національному чемпіонаті.
На початку наступного сезону під керівництвом Афшина Готбі грав частіше, зіграв у перших 8-ми матчах нового сезону (7 з яких — у стартовому складі). Потім отримав травму правого коліна, намагався одужати, але у вересні змушений був перенести хірургічне втручання. 23 жовтня в матчі 30-го туру проти «Ванфоре Кофу» вийшов на поле в другому таймі, але в кінцівці матчу був замінений. В останньому матчі чемпіонату вище вказаного сезону проти «Ґамба Осаки» вийшов на поле в стартовому складі, а вже на 9-ій хвилині відзначився своїм дебютним голом за клуб.
У сезоні 2012 року продовжував наполегливо працювати, а в перших турах чемпіонату виходив на поле в стартовому складі або по ходу матчу. однак після приходу до команди інших футболістів, Ширасакі Рьохеї, Джиммі Франси та Сенуми Юдзі почав програвати їм конкуренцію й виходити на поле або з лави запасних, або в кубкових матчах. Після цього його статус у команді не змінювався, але талановитому гравцеві вдалося уникнути травм (вперше з 2008 року) й більш-менш регулярно з'являтися на полі, в тому числі й у кубкових матчах.
Напередодні старту сезону 2013 року не з'являвся навіть на лаві запасних команди, але згодом почав виходити на поле частіше й до завершення сезону зіграв достатню кількість матчів. Дебютним хет-триком у кар'єрі відзначився в поєдинку проти «Тосу». Виходив на поле у 14-ти з 34-ох матчах чемпіонату, в яких відзначився 6-ма голами.

### «Йокогама Ф. Марінос»
14 січня 2014 року перейшов на постійній основі до «Йокогама Ф. Марінос». У тому ж році авдзначився голами в першому раунді ліги чемпіонів АФК та стартовому раунді Джей-ліги та залишався стабільним гравцем основи у першій половині. Після цього, в матчі чемпіонату, він не зміг відзначитися голом і тимчасово перебував поза стартовим складом, але на заключному етапі відзначився голами в трьох матчах поспіль та став гравцем основи вперше протягом сезону, відзначився 8-ма голами у 26 матчах. Також відзначився 8-ма голами у Кубку Левіна та став найкращим бомбардиром, відзначившись 17 голами, найвища результативність за період 2018 року.

### «Касіма Антлерс»
У 2019 році перейшов до «Касіма Антлерс». 19 лютого дебютував за нову команду в плей-оф Ліги чемпіонів АФК проти «Ньюкасл Юнайтед Джетс», в якому також відзначився голом. Після цього, хоча він регулярно відзначався голами, але починаючи з середини сезону почав грати рідше, а в наступному сезоні 2020 року взяв участь лише в 14 матчах (у стартовому складі — 3).

### ФК «Йокагама»
У 2021 році перебрався в «Йокогаму».

## Статистика виступів

### Клубна
| Клуб                  | Сезон             | Ліга              | Ліга  | Ліга | Нац. кубок | Нац. кубок | Кубок ліги | Кубок ліги | Континентальні | Континентальні | Загалом | Загалом |
| Клуб                  | Сезон             | Дивізіон          | Матчі | Голи | Матчі      | Голи       | Матчі      | Голи       | Матчі          | Голи           | Матчі   | Голи    |
| --------------------- | ----------------- | ----------------- | ----- | ---- | ---------- | ---------- | ---------- | ---------- | -------------- | -------------- | ------- | ------- |
| «Гренобль»            | 2006–07           | Ліга 2            | 1     | 0    | 0          | 0          | 0          | 0          | 0              | 0              | 1       | 0       |
| «Гренобль»            | 2007–08           | Ліга 2            | 3     | 0    | 1          | 0          | 0          | 0          | 0              | 0              | 4       | 0       |
| «Гренобль»            | 2008–09           | Ліга 1            | 0     | 0    | 0          | 0          | 0          | 0          | 0              | 0              | 0       | 0       |
| «Гренобль»            | 2009–10           | Ліга 1            | 1     | 0    | 0          | 0          | 0          | 0          | 0              | 0              | 1       | 0       |
| «Гренобль»            | Загалом           | Загалом           | 5     | 0    | 1          | 0          | 0          | 0          | 0              | 0              | 6       | 0       |
| «Сімідзу С-Палс»      | 2010              | Джей-ліга 1       | 2     | 0    | 2          | 0          | 0          | 0          | –              | –              | 4       | 0       |
| «Сімідзу С-Палс»      | 2011              | Джей-ліга 1       | 11    | 1    | 3          | 1          | 1          | 0          | –              | –              | 15      | 2       |
| «Сімідзу С-Палс»      | 2012              | Джей-ліга 1       | 11    | 1    | 3          | 1          | 5          | 1          | –              | –              | 19      | 3       |
| «Сімідзу С-Палс»      | 2013              | Джей-ліга 1       | 25    | 6    | 1          | 0          | 3          | 0          | –              | –              | 29      | 6       |
| «Сімідзу С-Палс»      | Загалом           | Загалом           | 49    | 8    | 9          | 2          | 9          | 1          | 0              | 0              | 67      | 11      |
| «Йокогама Ф. Марінос» | 2014              | J1                | 32    | 8    | 1          | 0          | 2          | 0          | 4              | 1              | 39      | 9       |
| «Йокогама Ф. Марінос» | 2015              | J1                | 29    | 6    | 3          | 2          | 6          | 1          | –              | –              | 38      | 9       |
| «Йокогама Ф. Марінос» | 2016              | J1                | 32    | 5    | 2          | 0          | 8          | 3          | –              | –              | 42      | 8       |
| «Йокогама Ф. Марінос» | 2017              | J1                | 15    | 2    | 3          | 2          | 3          | 0          | –              | –              | 21      | 4       |
| «Йокогама Ф. Марінос» | 2018              | J1                | 26    | 8    | 4          | 1          | 9          | 8          | –              | –              | 39      | 17      |
| «Йокогама Ф. Марінос» | Загалом           | Загалом           | 134   | 29   | 13         | 5          | 28         | 12         | 4              | 1              | 179     | 47      |
| «Касіма Антлерс»      | 2019              | J1                | 26    | 7    | 5          | 3          | 4          | 1          | 8              | 5              | 43      | 16      |
| «Касіма Антлерс»      | 2020              | J1                | 14    | 1    | –          | –          | 2          | 2          | 1              | 0              | 17      | 3       |
| «Касіма Антлерс»      | Загалом           | Загалом           | 40    | 8    | 5          | 3          | 6          | 3          | 9              | 5              | 60      | 19      |
| Усього за кар'єру     | Усього за кар'єру | Усього за кар'єру | 228   | 45   | 28         | 10         | 43         | 16         | 13             | 6              | 312     | 77      |

### У збірній

#### Виступи на великих змаганнях
| Команда | Змагання                                    | Категорія | Матчі | Матчі  | Голи | Досягнення команду |
| Команда | Змагання                                    | Категорія | Старт | Заміна | Голи | Досягнення команду |
| ------- | ------------------------------------------- | --------- | ----- | ------ | ---- | ------------------ |
| Японія  | кваліфікація юнацького чемпіонату Азії 2006 | U-18      | 0     | 1      | 0    | Кваліфікація       |
| Японія  | юнацький чемпіонат Азії 2006                | U-19      | 0     | 2      | 0    | Фіналіст           |